# Warm Springs River
Il Warm Springs River è un affluente del Deschutes River nell'Oregon centrosettentrionale, negli Stati Uniti. Scorre principalmente a Sud-Est della Catena delle Cascate, lungo li lato Est. Il corso d'acqua si trova approssimativamente tra il Monte Jefferson e Timothy Lake, e i confini nord-occidentale e sud-occidentale della Riserva indiana di Warm Springs coincidono con li corso d'acqua.  Lo sorgenti si trovano a meno di 400 metri ({\displaystyle {\frac {1}{4}}} di miglio) dal confine tra le contee di Wasco e di Clackamas (che segue la Catena delle Cascate). Il fiume scorre generalmente verso Est, con occasionali deviazioni in diagonale a Sud-Est o Nord-Est. Si unisce al Deschutes River nell'Oregon al miglio 83,7 (134,7 km a monte della foce del Deschutes).
Affluenti del fiume, dalla sorgente alla foce, sono Dry and Bunchgrass creeks seguite dal South Fork Warm Springs River. Poi ci sono Badger, Mill, and Beaver creeks.